# Jitka Krupová
Jitka Krupová, provdaná Bartůňková (7. srpna 1923 Čáslav – 25. dubna 2023 Chválkovice) byla česká operní a operetní zpěvačka.

## Život
Otec Rudolf Krupa (1887–1936) byl původem Slovák, příslušník československých legií v Rusku. Po vzniku Československa sloužil v armádě, dosáhl hodnosti podplukovníka.
Po studiích na pražské konzervatoři získala první angažmá v libereckém divadle. Zde se seznámila s budoucím manželem, operním sólistou a malířem Františkem Bartůňkem (*1917). Dalším jejím působištěm bylo olomoucké divadlo, kde setrvala do konce své kariéry.

## Dílo
- V 50. letech 20. století vystupovala s Malým zábavním orchestrem a sólisty divadla v rozhlasových i zájezdových pořadech a nahrávala na gramofonové desky směsi z operet.[4]
- Jako operní zpěvačka vystoupila v Olomouci zejména (výběr):[5]
  - 1952, obnoveno 1954 – Pastuchyňa (Její pastorkyňa, opera Leoše Janáčka, dirigent Iša Krejčí; role Karolka a Barena
  - 1953 – Maryla (opera Vladimíra Ambrose podle stejnojmenné povídky Aloise Jiráska, titulní role Maryla)[6]
  - 1957 – Příhody lišky Bystroušky (opera Leoše Janáčka; role Bystrouška)
- V souboru operety olomouckého divadla zpívala v operetách (výběr):
  - 1958 – Fatinitza (hudba Franz von Suppé; titulní role)[7]
- V olomouckém divadle byla též obsazována v muzikálech:[8]
  - 1961 – Bleší trh (autoři Wolf Mankowitz, Monty Norman a David Heneker; role Celie[pozn. 2])
  - 1962 – Balada o doktoru Crippenovi (autoři Wolf Mankowitz, Monty Norman)
  - 1964 – Na shledanou, Bettino (libreto Pietro Gerinei-Giovannini, hudba Kramer Gorni, role Ivona de Renaldics)
  - 1965 – Záhadný přítel Bunburry (libreto Helmut Bez a Jurgen Degenhardt, hudba Gerd Natschinsky, námět Oscar Wilde)
  - 1966 – My fair lady (libreto Alan Jay Lerner podle divadelní hry Pygmalion George Bernarda Shawa, hudba Frederick Loewe; role paní Higginsové)
  - 1970 – Ošklivá Elza (adaptace divadelní hry Ensia Rislakki Ruma Elsa, skladatel Jan Bedřich, text Radoslav Lošťák; role Vivi Kasselová)
  - 1973 – Loď komediantů (hudba Jerome Kern, libreto Oscar Hammerstein II podle románu Edny Ferberové; role Queenie)